# Campionati mondiali di tiro con l'arco 2017
I Campionati mondiali di tiro con l'arco 2017 sono la 49ª edizione della competizione. Si sono svolti a Città del Messico, in Messico, dal 16 al 22 ottobre 2017.

## Medagliere
| Pos.   | Nazione       | Oro | Argento | Bronzo | Totale |
| ------ | ------------- | --- | ------- | ------ | ------ |
| 1      | Corea del Sud | 5   | 1       | 2      | 8      |
| 2      | Italia        | 1   | 1       | 1      | 3      |
| 3      | Francia       | 1   | 1       | 0      | 2      |
| 4      | Colombia      | 1   | 0       | 1      | 2      |
| 4      | Stati Uniti   | 1   | 0       | 1      | 2      |
| 6      | Russia        | 1   | 0       | 0      | 1      |
| 7      | Germania      | 0   | 2       | 1      | 3      |
| 8      | Taipei cinese | 0   | 1       | 2      | 3      |
| 9      | Danimarca     | 0   | 1       | 0      | 1      |
| 9      | India         | 0   | 1       | 0      | 1      |
| 9      | Messico       | 0   | 1       | 0      | 1      |
| 9      | Turchia       | 0   | 1       | 0      | 1      |
| 13     | Gran Bretagna | 0   | 0       | 1      | 1      |
| 13     | Paesi Bassi   | 0   | 0       | 1      | 1      |
| Totale | Totale        | 10  | 10      | 10     | 30     |

## Podi

### Arco ricurvo
| Evento                | Oro                                                     | Argento                                                      | Bronzo                                               |
| Individuale maschile  | Im Dong-hyun                                            | Wei Chun-heng                                                | Steve Wijler                                         |
| Individuale femminile | Ksenija Perova                                          | Chang Hye-jin                                                | Tan Ya-Ting                                          |
| Squadre maschili      | Italia Marco Galiazzo Mauro Nespoli David Pasqualucci   | Francia Thomas Chirault Pierre Plihon Jean-Charles Valladont | Corea del Sud Im Dong-hyun Kim Woo-jin Oh Jin-hyek   |
| Squadre femminili     | Corea del Sud Chang Hye-jin Choi Mi-sun Kang Chae Young | Messico Mariana Avitia Aída Romàn Alejandra Valencia         | Taipei cinese Lin Shih-Chia Lin Yu-Hsuan Tan Ya-Ting |
| Squadre miste         | Corea del Sud Im Dong-hyun Kang Chae Young              | Germania Florian Kahllund Lisa Unruh                         | Gran Bretagna Patrick Huston Naomi Folkard           |

### Arco compound
| Evento                | Oro                                                            | Argento                                                  | Bronzo                                                       |
| Individuale maschile  | Sebastien Peineau                                              | Stephan Hansen                                           | Braden Gellenthein                                           |
| Individuale femminile | Song Yun Soo                                                   | Yesim Bostan                                             | Kristina Heigenhauser                                        |
| Squadra maschile      | Stati Uniti Steve Anderson Braden Gellenthien Kristofer Schaff | Italia Sergio Pagni Federico Pagnoni Alberto Simonelli   | Colombia Sebastian Arenas Camilo Andres Cardona Daniel Muñoz |
| Squadra femminile     | Colombia Sara López Alejandra Usquiano Nora Valdez             | India Trisha Deb Lily Chanu Paonam Jyothi Surekha Vennam | Corea del Sud Choi Bomin So Chaewon Song Yun Soo             |
| Squadra mista         | Corea del Sud Kim Jongho Song Yun Soo                          | Germania Marcel Trachsel Kristina Heigenhauser           | Italia Sergio Pagni Irene Franchini                          |